# Eberhard Arnold
Pour les articles homonymes, voir Arnold.
Eberhard Arnold, né le 26 juillet 1883 à Hufen, dans la banlieue de Königsberg, en province de Prusse-Orientale et mort le 22 novembre 1935 à Darmstadt, est un théologien protestant allemand, fondateur en 1920 d'un mouvement anabaptiste, le Bruderhof, placé sous le modèle de la communauté de biens de l'Église primitive.

## Biographie
Eberhard Arnold naît dans les environs de la capitale de la province de Prusse-Orientale, troisième enfant de Carl Franklin Arnold, docteur en philosophie et en théologie protestante, et de son épouse Elisabeth, née Voight, fille d'un professeur de théologie de l'université de Königsberg. Le grand-père paternel d'Eberhard Arnold était pasteur de l'Église luthérienne prussienne dite évangélique, et descendait d'une lointaine lignée de puritains anglais émigrés en Allemagne au XVIIe siècle. Eberhard Arnold passe son enfance à Breslau où son père est professeur d'histoire de l'Église à l'université. À l'âge de seize ans, Eberhard sent un appel intérieur de Dieu qui pardonne tout péché. Après ses études secondaires, il poursuit des études de philosophie et de théologie à l'université de Breslau, à Halle et à Erlangen. Il s'engage dans des missions bénévoles auprès des pauvres dans l'Armée du Salut. À l'université de Halle, il fait partie du mouvement chrétien étudiant allemand dont il devient le secrétaire général.
En 1907, il décide de quitter l'Église d'État évangélique (union voulue par le souverain des luthériens et des calvinistes réformés allemands) et de s'engager plus profondément envers les classes pauvres qu'il avait appris à découvrir par l'Armée du Salut. Il désapprouve la dépendance des Églises envers l'État. En 1908, il se fait donc (re)baptiser chez les anabaptistes. En 1910, il épouse Emmy von Hollander (fille d'un juriste) qui partage ses vues. Eberhard Arnold se plonge dans l'histoire et la théologie des mouvements anabaptistes et se rapproche des thèses de la Réforme radicale[réf. souhaitée]. En 1915, il commence à publier dans Die Furche (La Fureur), revue émanant du mouvement des étudiants chrétiens allemands, et après 1919 dans Das Neue Werk.

### Fondation du Bruderhof

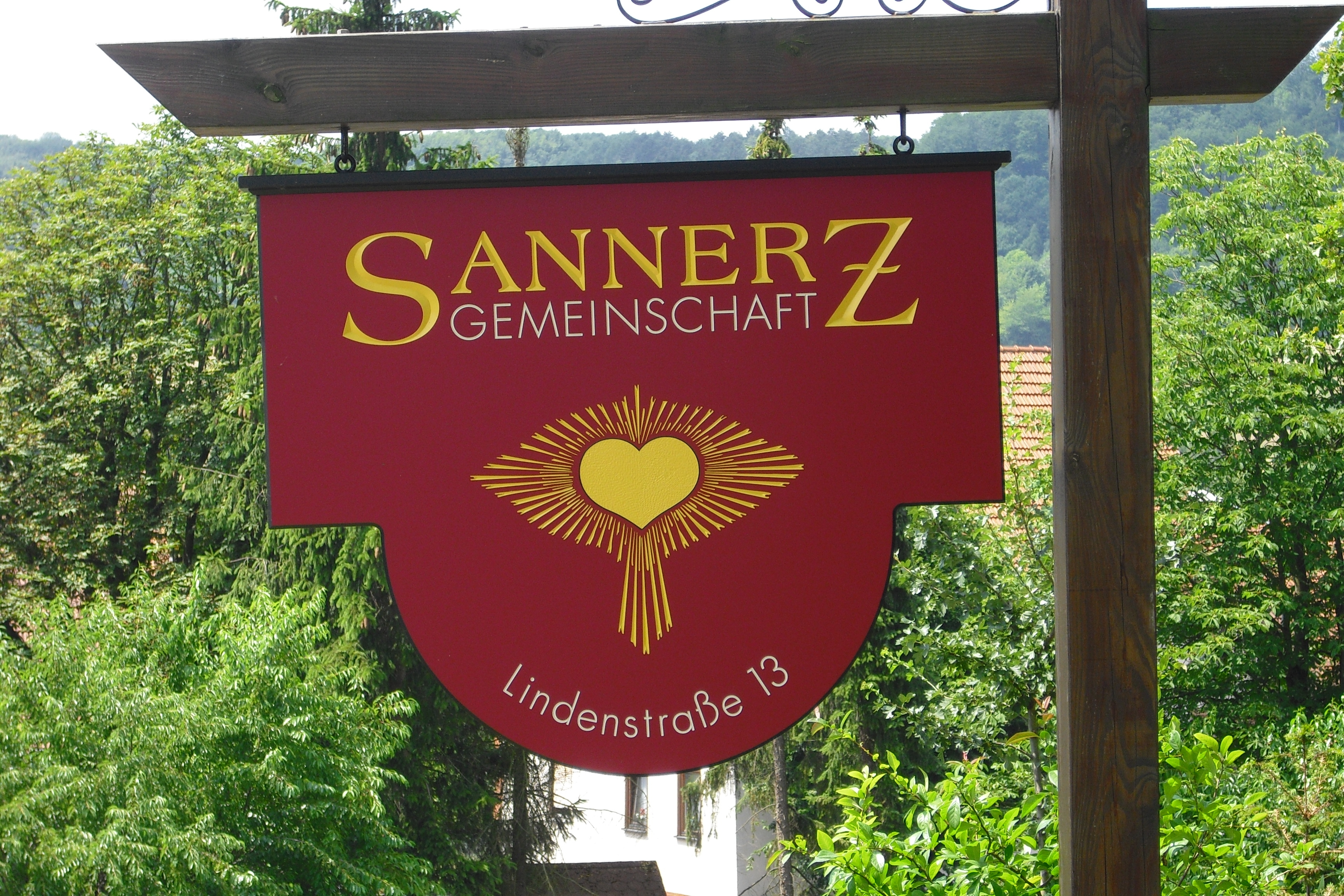
Panneau indicatif de la fraternité de Sannerz (photographie de Gregor Helms en 2010)

En 1920, dans une Allemagne d'après-guerre appauvrie et en pleine déroute matérielle et morale, il abandonne son style de vie bourgeois. Il déménage avec sa femme et ses cinq enfants dans le village de Sannerz en Hesse et fonde une communauté (dans le cadre du mouvement Neuwerk, proche du socialisme religieux) avec sept membres adultes (plus sa famille), qui prend le nom de Bruderhof (Bruder = frère, Hof = cour dans le sens de ferme). Son éthique est basée sur le Sermon sur la montagne qui reprend les béatitudes de Jésus, ainsi que sur le modèle de la communauté de biens de l'Église primitive. Il approfondit également son étude des premiers anabaptistes. Il est très influencé par la théologie eschatologique et socialiste de Blumhardt. Quelques années plus tard, la ferme devient trop petite pour la communauté. Celle-ci achète une ferme dans la région de Fulda, donnant naissance à la communauté de Rhön. Le nombre de ses membres augmente entre 80 et 100 personnes et elle édite en quelques années une vingtaine de livres spirituels (dans la série Quellen christlicher Zeugnisse aus allen Jahrhunderten) sous le label Eberhard Arnold-Verlag.
C'est alors qu'Eberhard Arnold apprend que des communautés huttérites (nées d'une secte anabaptiste pacifiste prônant la mise en commun des biens et le détachement de toute propriété personnelle, fondée au XVIe siècle par Jacob Hutter) existaient toujours et qu'elles étaient désormais implantées au Canada et aux États-Unis. Il prend contact avec elles et entame une longue période de correspondance profonde. Il passe un an en 1930 en Amérique du Nord à visiter différentes communautés huttérites. À son retour en décembre 1930, il devient missionnaire d'une branche huttérite, les nouveaux huttérites. Le Bruderhof se détachera plus tard du huttérisme, en 1995.
En novembre 1933, les autorités locales du NSDAP perquisitionnent la communauté et ferment son école. Les enfants sont donc envoyés au Liechtenstein où une filiale est fondée en mars 1934. Blessé à la jambe alors qu'il s'occupait de son troupeau, Eberhard Arnold après plusieurs mois de souffrance s'éteint à Darmstadt, le 22 novembre 1935. Les membres du Bruderhof doivent quitter l'Allemagne en 1937.
Son mouvement s'étend après sa mort en Angleterre, au Paraguay, aux États-Unis, en Australie et à nouveau en Allemagne, éditant des revues et des livres et faisant vivre une dizaine de communautés.

## Famille
Eberhard Arnold épouse Emmy von Hollander (1884-1980) le 20 décembre 1910. Ils ont cinq enfants: Emi-Margret, née en 1911, Eberhard-Heinrich, surnommé Hardy, né en 1912, Johann Heinrich, surnommé Heini, né en 1913, Hans-Hermann, né en 1916 et Monika, née en 1918. Emmy Arnold survit quarante-cinq ans à son mari et suit le Bruderhof en Angleterre, puis au Paraguay et à la fin aux États-Unis.

## Quelques œuvres
- Urchristliches und Antichristliches im Werdegang Friedrich Nietzsches. Bruno Becker, Eilenburg 1910.
- Lebensweise lebendiger Gemeinden. Oncken, Kassel, 1913.
- Innenland. Ein Wegweiser in die Seele der Bibel. Furche-Verlag, Berlin, 1918.
- Die Religiosität der heutigen Jugend. Furche-Verlag, Berlin, 1919.
- Avec son épouse Emmy: Die ersten Christen nach dem Tode der Apostel. Eberhard Arnold-Verlag, Sannerz, 1926.
- Licht und Feuer. Das Weltgericht der Weltgeschichte und das sammelnde Licht der Gemeinde Christi. Eberhard Arnold-Verlag, Neuhof bei Fulda, 1933.
- Das Gewissen. Sein Zeugnis und seine Gesundung. Buchverlag des Almbruderhof, Silum (Post Triesenberg), 1936.
- Das Erleben Gottes. Buchverlag des Almbruderhof, Silum (Post Triesenberg), 1936.
- Herz, Seele und Geist. Buchverlag des Almbruderhof, Silum (Post Triesenberg), 1936.
- Salz und Licht. Über die Bergpredigt. Brendow-Verlag, Moers, 1982,  (ISBN 3-87067-166-1).
- Die Revolution Gottes. Aus dem Lebenszeugnis der hutterischen Gemeinschaften. Radius-Verlag, Stuttgart, 1984,  (ISBN 3-87173-689-9).
- Gesammelte Reden und Schriften. Buchverlag des Almbruderhof, Pflug-Verlag der Hutterischen Bruderhof-Gemeinschaft, Silum (Post Triesenberg) 1992.